# ベナンの港湾
ベナンの港湾（ベナンのこうわん、英語: Ports and harbours in Benin）は、ベナンにおける港湾について記す。

## 一覧
- コトヌー港（コトヌー）
- ポルトノボ港（ポルトノボ）